# Campeonato de Israel de Ciclismo Contrarrelógio
Os Campeonatos de Israel de Ciclismo em Contrarrelógio organizam-se anualmente desde o ano 2002 para determinar o campeão ciclista de Israel da cada ano. O título outorga-se ao vencedor de uma única corrida em contrarrelógio. O vencedor obtém o direito a portar um maillot com as cores da Bandeira de Israel em qualquer prova desta disciplina, até ao Campeonato de Israel do ano seguinte.

## Palmarés
| Ano  | Ganhador        | Segundo            | Terceiro            |
| ---- | --------------- | ------------------ | ------------------- |
| 2002 | Fein Oded       | Yanai Cohen        | Ben-Ami Tshausu     |
| 2003 | Daniel Helstoch | Dror Lindner       | Nitzan Hendler      |
| 2005 | Gali Ronen      | Daniel Helstoch    | Maxim Burlutsky     |
| 2006 | Gali Ronen      | Maxim Burlutsky    | Izhak Boygen        |
| 2007 | Gali Ronen      | Anton Mikhailov    | Maxim Burlutsky     |
| 2008 | Maxim Burlutsky | Eyal Rahat         | Nati Hortig         |
| 2009 | Ayetor Aizpeazo | Eyal Rahat         | Yuval Rachmilevich  |
| 2010 | Eyal Rahat      | Anton Mikailov     | Ido Sirkin          |
| 2011 | Eyal Rahat      | Yoav Bear          | Niv Libner          |
| 2012 | Anton Mikhailov | Guy Gabay          | Eyal Rahat          |
| 2013 | Yoav Bear       | Anton Mikhailov    | Oleg Sergeev        |
| 2014 | Yoav Bear       | Anton Mikhailov    | Oleg Sergeev        |
| 2015 | Yoav Bear       | Aviv Yechezkel     | Omer Goldstein      |
| 2016 | Aviv Yechezkel  | Omer Goldstein     | Yoav Bear           |
| 2017 | Guy Sagiv       | Omer Goldstein     | Anton Mikhailov     |
| 2018 | Omer Goldstein  | Aharon Hitman      | Yuval Ben Mordechay |
| 2019 | Guy Niv         | Aharon Hitman      | Edo Goldstein       |
| 2020 | Guy Sagiv       | Guy Niv            | Vladislav Logionov  |
| 2021 | Omer Goldstein  | Vladislav Logionov | Guy Sagiv           |
| 2022 | Omer Goldstein  | Oded Kogut         | Vladislav Logionov  |

### Contrarrelógio Esperanças
| Ano  | Ganhador       | Segundo         | Terceiro     |
| ---- | -------------- | --------------- | ------------ |
| 2015 | Aviv Yechezkel | Omer Goldstein  | Guy Gabay    |
| 2016 | Aviv Yechezkel | Omer Goldstein  | Ido Bear     |
| 2018 | Alon Yogev     | Saaed Abu Fares | Guy Weinberg |
| 2019 | Alon Yogev     | Idan Rajuan     | Guy Weinberg |

## Pódios dos campeonatos femininos

### Contrarrelógio
| Ano  | Vencedor         | Segundo           | Terceiro          |
| ---- | ---------------- | ----------------- | ----------------- |
| 2002 | Laurie Copans    | Shani Bloch       | Bonnie Eshel      |
| 2006 | Shani Bloch      | Inbar Ronen       |                   |
| 2007 | Leah Goldstein   | Hilla Maimon      | Michal Avriel     |
| 2008 | Leah Goldstein   | Nina Pekerman     | Hilla Maimon      |
| 2009 | Leah Goldstein   | Yarden Avidan     | Einat Argon       |
| 2010 | Yarden Avidan    | Noga Korem        | Einat Argon       |
| 2011 | Daniela Levi     | Michal Ella       | Rotem Gafinovitz  |
| 2012 | Paz Bash         | Rotem Gafinovitz  | Michal Ella       |
| 2013 | Paz Bash         | Rotem Gafinovitz  | Daniela Levi      |
| 2014 | Paz Bash         | Shani Bloch       | Mey-elle Naveh    |
| 2015 | Paz Bash         | Rotem Gafinovitz  | Miriam Bar-on     |
| 2016 | Paz Bash         | Shani Bloch       | Omer Shapira      |
| 2017 | Shani Bloch      | Rotem Gafinovitz  | Paz Bash          |
| 2018 | Rotem Gafinovitz | Omer Shapira      | Paz Bash          |
| 2019 | Rotem Gafinovitz | Paz Bash          | Antonina Reznikov |
| 2020 | Omer Shapira     | Lianne Witkin     | Avital Gez        |
| 2021 | Rotem Gafinovitz | Nofar Maoz        | Shani Berger      |
| 2022 | Omer Shapira     | Rotem Gafinovitz  | Lianne Witkin     |
| 2023 | Rotem Gafinovitz | Antonina Reznikov | Nofar Maoz        |
| 2024 | Rotem Gafinovitz | Adar Shriki       | Maayan Tal        |